# 内尔 (加尔省)
内尔（法語：Ners）是法国加尔省的一个市镇，位于该省中部略偏北，属于阿莱斯区。该市镇总面积4.96平方公里，2009年时的人口为681人。

## 人口
内尔人口变化图示